# Re:Zero kara Hajimeru Isekai Seikatsu
Re:Zero kara Hajimeru Isekai Seikatsu (Re：ゼロから始める異世界生活, lit: 'Començant de zero la vida a un altre món') és una sèrie de novel·la lleugera japonesa escrita per Tappei Nagatsuki i il·lustrada per Shinichirou Otsuka. La història tracta d'en Subaru Natsuki, un hikikomori que és transportat per sorpresa a un altre món quan estava tornant cap a casa des d'un supermercat. La sèrie va es va començar a publicar a la pàgina web Shōsetsuka ni Narō des del 2012. Media Factory n'ha publicat disset volums des del gener de 2014.
Els tres primers arcs de la sèrie s'han adaptat a sèries de manga. El primer, de Daichi Matsue, va ser publicat per Media Factory entre el juny de 2014 i el març de 2015. El segon, de Makoto Fugetsu, s'ha estat publicant per Square Enix des de l'octubre de 2014. Matsue va llançar la tercera adaptació, també publicada per Media Factory, al maig de 2015. A més, Media Factory ha publicat dues antologies de manga amb històries de diferents artistes. Una adaptació d'anime de la sèrie feta per White Fox es va emetre des del 4 d'abril de 2016 fins al 19 de setembre de 2016, començant amb un episodi especial d'una hora. El primer dels dos OVA basats en la sèrie va ser llançat el 6 d'octubre de 2018. El març de 2017, el desenvolupador de jocs 5pb. va publicar una novel·la visual basada en la sèrie.
Les novel·les lleugeres han venut més de tres milions de còpies, mentre que la sèrie d'anime ha venut més de 60.000 còpies en vídeo. Les novel·les lleugeres han estat elogiades per la seva nova interpretació del concepte d'"un altre món", però han estat criticades pels seus diàlegs estranys i fragments redundats. La sèrie d'anime ha estat elogiada per crítics pel seu "món complex culturalment" i per les accions dels seus personatges. La sèrie va rebre premis als Premis d'Anime Newtype del període 2015–2016 i als Premis Sugoi del Japó, el 2017, i va ser nomenat per l'Anime de l'Any als Premis Anime el 2016.

## Argument
Subaru Natsuki és un hikikomori que no fa res més que jugar. Una nit, després de visitar un supermercat, és transportat de cop a un altre món. Sense saber qui l'ha convocat, coneix al cap de poc una mig-elf amb cabells de plata, que es presenta com a Satella, i el seu company Puck. Satella li explica que la seva insígnia ha estat robada per un lladre anomenat Felt. Quan Satella i ell són assassinats misteriosament, Subaru desperta i descobreix que ha adquirit l'habilitat de "Retornar de la Mort", que li permet tornar endarrere en el temps després de morir.

## Producció

### Novel·la lleugera
L'editor de la sèrie a MF Bunko J, Ikemoto Masahito, va conèixer la novel·la web a l'abril de 2013, quan va començar a aparèixer al seu Twitter. Va quedar impressionat immediatament per l'ús del "Retorn de la Mort" que feia la sèrie, i de com era un "gir depriment, però sorprenent al gènere fantàstic", i va començar a treballar amb Nagatsuki per adaptar-la a una novel·la lleugera. La majoria de les novel·les lleugeres tenen una longitud aproximada de 250 pàgines, però Nagatsuki va enviar un manuscrit de més de 1.000 pàgines per a la primera novel·la, cosa que va obligar a Ikemoto a editar-la molt. Mentre que Nagatsuki volia dedicar-se a construir el món des del començament, Ikemoto considerava que era més necessari que els lectors se sentissin atrets pels personatges.. Va acabar reorganitzant la història de manera que les parts que se centraven en el món i les seves característiques es trobessin al tercer arc de la sèrie.
Abans de la seva participació a Re: Zero, l'il·lustrador Shinichirou Otsuka va treballar en videojocs, el que el va portar a dibuixar els fons primer en il·lustrar la sèrie. Després de llegir la novel·la web, va enviar una sèrie de dissenys de personatges per als personatges principals a Ikemoto. El disseny inicial de Subaru el feia semblar un delinqüent. Otsuka la va descriure després com "no és la cara d'un noi en la seva adolescència", fet que va portar Ikemoto a demanar que el personatge fos "més amable i menys ferotge" perquè el públic pogués empatitzar amb ell durant les escenes emocionals. Originalment, el disseny de Emilia era extremadament senzill, de manera que es van afegir diverses característiques per fer-la més interessant. Ikemoto va especificar que havia d'ajustar-se al motlle de "l'heroïna arquetípica". Rem i Ram també van experimentar canvis significatius des del primer esborrany: els seus dissenys originals no tenien les parts característiques dels seus cabells, i els seus uniformes de criada eren més llargs i més "tradicionals".

### Anime

#### Desenvolupament i producció
La possibilitat d'una adaptació d'anime es va produir a principis del desenvolupament de la sèrie; Sho Tanaka, productor de Kadokawa, li va preguntar a Ikemoto sobre propietats que podrien ser animades, i Ikemoto va recomanar a Tanaka que llegís les novel·les de Nagatsuki. Malgrat la poca comunicació inicial, que va portar a Ikemoto a creure que Tanaka no estava interessat, les converses sobre l'adaptació de la sèrie van començar poc després que les novel·les de la web es comencessin a imprimir.
Com a part de les converses per a la possible adaptació de l'anime, Ikemoto i Tanaka van parlar amb Tsunaki Yoshikawa, un productor d'animació de l'estudi White Fox, sobre la possibilitat que el seu estudi animés la sèrie. Amb la intenció d'adaptar la sèrie a un anime similar a Steins;Gate (que també va ser produït per White Fox), i tenint una impressió positiva de l'estudi com un que feia adaptacions fidedignes, Tanaka va contactar formalment amb ells per a produir la sèrie animada. El president de White Fox va contactar amb Yoshikawa per demanar la seva opinió, i aquest els va recomanar que acceptessin, sempre que la sèrie "no infringeixi cap normativa de radiodifusió".
La producció a l'anime va començar en algun moment després del llançament de la cinquena novel·la a l'octubre de 2014. Masaharu Watanabe va ser escollit per Yoshikawa per dirigir la sèrie perquè havia treballat prèviament per a l'estudi fent animacions de key frame, mentre que Kyuta Sakai va ser escollida per ser la directora d'animació i dissenyadora de personatges de la sèrie perquè Yoshikawa sentia que seria capaç de "fer justícia" a l'art de la novel·la i també mantenir la qualitat de la sèrie més de 25 episodis. Masahiro Yokotani va ser reclutat per compondre l'anime, era la seva primera vegada treballant en una història del tipus "renéixer en un altre món". Yoshikawa el va advertir sobre la violència de la sèrie, però encara es va sorprendre per les escenes violentes i inquietants de les tres novel·les i més enllà, encara que només havia llegit la primera novel·la quan va acceptar treballar en el projecte; va delegar la redacció d'aquests episodis al segon cour als altres dos guionistes. Yoshiko Nakamura es va unir al projecte un temps després que Masahiro hagués completat el guió de l'episodi 3. Quan va resultar inviable que Yokotani i Nakamura escrivissin els guions en solitari, es va prendre la decisió de que un altre guionista s'unís al projecte. Gaku Iwasa, el president de White Fox, els va demanar que contractessin a algú "més jove", el que va portar a Yokotani a suggerir Eiji Umehara. Nagatsuki havia estat jugant recentment a Chaos;Child, que Umehara havia escrit, i ell va aprovar l'elecció, suggerint que deixessin que Umehara escrivís les "parts doloroses"; Umehara va ser convidat a unir-se al projecte al quan els guions dels episodis 8 i 9 estaven sent escrits. Re:Zero va ser la primera adaptació lleugera en què els guionistes havien treballat.
L'autor original, Tappei Nagatsuki, va ser molt actiu en la producció de l'anime, assistint a reunions de guionistes i sessions d'enregistrament. Quan el personal es trobava amb algun problema amb una escena, ocasionalment escrivia algunes línies perquè les utilitzessin com a referència mentre redactaven el guió. La sèrie no tenia intenció inicialment de tenir 25 episodis, però es va allargar per donar més temps a la batalla amb la balena blanca (que es va expandir de dos a tres episodis) i al contingut de l'episodi 18 (els episodis del 16 al 18 s'havien de cobrir en tan sols dos episodis, inicialment). La principal directiva de Watanabe al personal era "capturar, tant com fos possible, l'estat d'ànim de la novel·la"; els guionistes van tenir discussions sobre com comprimir el dens material original sense perdre els elements centrals de la història, i Nakamura recorda treballar amb notes de composició que "tenien diverses pàgines d'extensió". Mentre planificaven i escrivien el guió de l'anime, l'elecció d'un final correcte va ser una de les parts més difícils per al personal, i una quantitat significativa del temps es va dedicar a escollir què s'havia de cobrir en l'episodi final que incloïa material que encara no s'havia cobert en la novel·la lleugera. 
Després d'unir-se al projecte, tant Nakamura com Umehara van haver d'ajustar les seves opinions del personatge principal, i es van veure obligats a reescriure escenes on havien fet que Subaru aparegués "genial". Amb la direcció de Watanabe, es va fer reescriure a Nakamura la història de Subaru sobre L'Ogre Vermell Que Va Plorar de l'episodi 6 diverses vegades. El personal també va tenir dificultats per decidir quina cançó fer servir el so de trucada de Subaru que juga durant l'escena final de l'episodi 19, considerant cançons com "Kanpaku Sengen", "The Beard Song" i "M" de Princess Princess, abans de decidir-se per "Yoake no Michi" de Dog of Flanders.

#### Banda sonora
Mentre triava un compositor per produir la música de la sèrie, el director Watanabe volia triar algú que li havia "tocat la fibra". Aficionat a les sèries de drama, a Watanabe li va agradar especialment una peça musical del drama mèdic Death's Organ, i va descobrir que el compositor de la sèrie, Suehiro Kenichirō, també havia treballat en diverses de les seves sèries favorides d'anime i drama. Després que Suehiro s'unís a la producció, Watanabe li va donar tres pautes principals: utilitzar veus humanes durant les seqüències de "Retorn de la Mort"; compondre la música com si fes un drama o una pel·lícula per capturar les escenes emocionals; i que "s'aturés tot" per a les escenes de suspens. A més, per al primer cour, Watanabe va demanar música amb un ambient "de suspens", mentre demanava música amb un toc "romàntic" per al segon cour. Tant Watanabe com Suehiro són seguidors del compositor italià Ennio Morricone, i Suehiro va intentar inspirar-se de les seves obres mentre componia la banda sonora. Watanabe també va demanar que hi haguessin cançons que imitessin la partitura de Hans Zimmer a The Dark Knight. Mentre que Suehiro utilitza música que no era gaire "d'estil anime" durant la major part de la sèrie, se li va demanar que utilitzés música d'anime més tradicional durant les escenes del dia a dia. Diverses vegades, durant la sèrie, com en els episodis 7 i 15, Watanabe va fer que s'utilitzés tota una cançó sencera, cosa que és inusual en la majoria d'anime.
La sèrie fa un ús limitat dels seus temes d'obertura i final, i Watanabe ha dit que li hagués agradat poder utilitzar-los amb més freqüència.

## Media

### Novel·la web
La novel·la web Re:Zero va ser seriada inicialment per Tappei Nagatsuki (escrita sota el nom d'usuari Nezumi-iro Neko (鼠色猫, "El Gat amb Colors de Ratolí")) al lloc web de contingut generat pels usuaris Shōsetsuka ni Narō a partir del 20 d'abril de 2012. A data del 31 de desembre de 2018, s'han publicat sis novel·les i dues històries paral·leles, que comprenen un total de 475 capítols.

### Novel·les lleugeres
Després de la publicació de la novel·la web, Media Factory va adquirir la sèrie per a la seva publicació impresa. El primer volum de la novel·la lleugera, amb il·lustracions de Shinichirou Otsuka, es va publicar el 24 de gener de 2014, sota la seva marca MF Bunko J. El març de 2018 s'havien publicat disset volums, així com tres volums de contes secundaris i tres col·leccions de contes curts. Nagatsuki i Otsuka van començar a publicar una sèrie d'històries curtes centrades en personatges de la sèrie en Monthly Comic Alive, començant pel personatge Elsa a l'agost de 2016. Va ser seguida amb una centrada en Petra Leyte el 26 de novembre de 2016 i un amb Ram i Rem com a protagonistes el 27 de gener de 2016. Les novel·les lleugeres són publicades en anglès per Yen Press, que va anunciar l'adquisició de la llicència a través de Twitter el 2 de desembre de 2015. L'editor també ha adquirit la llicència per a les novel·les secundàries Re:Zero EX.

### Manga
Una adaptació de manga de Daichi Matsue, titulada Re:ZERO: Començant la Vida en un Altre Món- Capítol 1: Un Dia a la Capital (Ｒｅ：ゼロから始める異世界生活 第一章 王都の一日編, Re: Zero Kara Hajimeru Isekai Seikatsu Dai-Ichi-Shō: Ōto no Ichinichi-hen), va començar la serialització en el número d'agost de 2014 de la revista manga seinen Monthly Comic Alive, de Media Factory, el 27 de juny de 2014. El volum final es va publicar el 23 de març de 2015. El 2 de desembre de 2015, Yen Press va anunciar que havien registrat la llicència de la sèrie.
Un segon manga, titulat Re:Zero -Començant la Vida en Un Altre Món- Capítol 2: Una Setmana a la Mansió" (Re：ゼロから始める異世界生活 第二章 屋敷の一週間編, Re: Zero Kara Hajimeru Isekai Seikatsu Dai-Ni-Shō: Yashiki no Ishūkan-hen), amb il·lustracions de Makoto Fugetsu, va començar a serializar-se en la revista seinen Monthly Big Gangan de Square Enix el 25 d'octubre de 2014. El capítol final es va publicar el 24 de desembre de 2016 i es va publicar un capítol addicional el 25 de gener de 2017. La segona adaptació també ha estat registrada per Yen Press. 
Daichi Matsue va començar a serializar un tercer manga, Re:Zero -Començant la Vida en un Altre Món-, Capítol 3: la Veritat de Zero" (Re:ゼロから始める異世界生活 第三章 Truth of Zero, Re: Zero Kara Hajimeru Isekai Seikatsu Dai-San-Shō: Truth of Zero) en la publicació de juliol de 2015 de Comic Alive, el 27 de maig de 2015. Yen publicarà també la tercera adaptació. 
Una antologia manga, titulada Re:Zero -Començant la Vida en un Altre Món- Antologia del Còmic Oficial (Re:ゼロから始める異世界生活　公式アンソロジーコミック, Re:Zero kara Hajimeru Isekai Seikatsu Kōshiki Ansorojī Komikku) va ser publicada per Media Factory el 23 de juny de 2016. Una segona antologia va ser publicada el 23 de setembre de 2017.

### Anime
Una adaptació de la sèrie de televisió d'anime va ser anunciada per Kadokawa el juliol de 2015. La sèrie està dirigida per Masaharu Watanabe i escrita per Masahiro Yokotani, amb animació de l'estudi White Fox. Kyuta Sakai és el dissenyador de personatges i director d'animació principal. La música per a la sèrie està composta per Kenichiro Suehiro. Kentaro Minegishi és el director de fotografia de la sèrie, i Yoshito Takamine n'és director d'art. Jin Aketagawa va encarregar-se de la direcció sonora de l'anime, i els efectes de so van ser produïts per Yuji Furuya. Altres membres del personal inclouen Hitomi Sudo (edició), Yu Karube (director de 3D), Saaya Kinjō (configuració d'art), Izumi Sakamoto (disseny de colors), Noritaka Suzuki i Gōichi Iwabatake (disseny prop).
La sèrie de 25 episodis es va estrenar el 4 d'abril de 2016,  amb un primer episodi de 50 minuts de durada. Es va emetre a la televisió Tokyo, TV Osaka, TV Aichi i AT-X. La sèrie va ser emesa simultàniament per Crunchyroll. L'episodi 18 va durar 2 minuts més que un episodi típic d'anime, amb un temps de 25 minuts i 45 segons. L'episodi final va durar 4 minuts més, amb 27 minuts i 15 segons.

### Música
La primera cançó d'obertura va ser "Redo" de Konomi Suzuki, i el primer tema final va ser "Styx Helix" de Myth &amp; Roid, mentre que per a l'episodi 7 el tema final era "Straight Bet", també de Myth & Roid. La segona cançó d'obertura, titulada "Paradisus-Paradoxum", va ser interpretada per Myth & Roid, mentre que el segon tema final, "Stay Alive", va ser interpretat per Rie Takahashi. Myth & Roid també va presentar un tema final per a l'episodi 14 titulat "theater D".

La banda sonora de la sèrie es va estrenar en CD el 26 d'octubre de 2016. El disc conté 21 cançons compostes per Kenichiro Suehiro.
| 1.  | «Love and Jet-black Rondo – Main Theme –» (愛と漆黒の輪舞曲 – MainTheme - Ai to Shikkoku no Rondo – MainTheme -) |  |
| 2.  | «Hero's Tact – Origin –» (英雄のタクト – 起源 - Eiyū no Takuto – Kigen -)                                        |  |
| 3.  | «Hymn of Despair and Atonement» (絶望と贖罪のヒュムネ Zetsubō to Shokuzai no Hyumune)                            |  |
| 4.  | «Dragon Kingdom Lugunica» (親竜王国ルグニカ Oya Ryū Ōkoku Rugunika)                                              |  |
| 5.  | «Otherworld March» (異世界行進曲 Isekai Kōshinkyoku)                                                             |  |
| 6.  | «Memories of Time and Sky» (時と空の想い出 Toki to Sora no Omoide)                                               |  |
| 7.  | «Promenade of Whistles and Creation» (笛と創造の散歩道 Fue to Sōzō no Sanpomichi)                                |  |
| 8.  | «Re:verse» |  |
| 9.  | «Heartbeat of Determination» (決意の心音 Ketsui no Kokone)                                                       |  |
| 10. | «Fantasy Lied» (幻想リート Gensō Rīto)                                                                           |  |
| 11. | «Echt of Sorrow» (哀しみのエヒト Kanashimi no Ehito)                                                             |  |
| 12. | «Chains of Memory» (記憶の鎖 Kioku no Kusari)                                                                    |  |
| 13. | «Roar of Malice» (悪意の咆哮 Akui no Hōkō)                                                                       |  |
| 14. | «Sloth» (怠惰 Taida)                                                                                             |  |
| 15. | «Call of the Witch» (魔女の呼び声 Majo no Yobigoe)                                                               |  |
| 16. | «Activation of Fate» (運命の起動 Unmei no Kidō)                                                                  |  |
| 17. | «Requiem of Silence» (沈黙のレクイエム Chinmoku no Rekuiemu)                                                     |  |
| 18. | «Death Ballet»                                                                                                   |  |
| 19. | «Waltz of Rage» (激昂の円舞 Gekikō no Enbu)                                                                      |  |
| 20. | «Overture of the Final Battle» (決戦の序曲 Kessen no Jokyoku)                                                    |  |
| 21. | «Wish of the Stars» (星の願い Hoshi no Negai)                                                                    |  |

 "Refer", el 10è senzill de Suzuki, va ser llançat en CD l'11 de maig de 2016. El senzill també va ser publicat com una edició limitada en DVD amb un vídeo musical, un vídeo d'un concert en directe i un video del "making of". Les cançons van ser interpretades per Suzuki, amb lletra de Genki Mizuno i arranjaments de Makoto Miyazaki.
| 1. | «Redo»                                                                                   |  |
| 2. | «Untitled» ((New Song) 「タイトル未定」（新曲） Taitoru Mitei (Shinkyoku))               |  |
| 3. | «Untitled» (B 「タイトル未定」B Taitoru Mitei B)                                         |  |
| 4. | «Redo» ((Instrumental))                                                                  |  |
| 5. | «Untitled» ((New Song)「タイトル未定」（新曲） Taitoru Mitei (Shinkyoku) (Instrumental)) |  |

 El CD de "STYX HELIX", el primer tema final de la sèrie, va ser el 3r single de Myth & Roid. Escrit, arranjat i interpretat pel grup, va ser publicat el 25 de maig de 2016 i incloïa versions regulars i instrumentals de "STYX HELIX" i "STRAIGHT BET".

"Stay Alive", el segon tema final, es va publicar com a senzill el 24 d'agost de 2016. Les cançons van ser interpretades per Takahashi (Emilia) i Minase (Rem). Les cançons van ser escrites i organitzades per Heart's Cry.
| 1. | «Stay Alive»                                                  | Rie Takahashi |  |
| 2. | «Wishing»                                                     | Inori Minase  |  |
| 3. | «Dream of a Boy» (ぼうやの夢よ Bōya no Yumeyo)                | Rie Takahashi |  |
| 4. | «Stay Alive» (Instrumental)                                   |               |  |
| 5. | «Wishing» (Instrumental)                                      |               |  |
| 6. | «Dream of a Boy» (ぼうやの夢よ Bōya no Yumeyo (Instrumental)) |               |  |

 Myth & Roid va publicar el segon tema d'obertura com a senzill el 24 d'agost de 2016. El CD inclou versions regulars i instrumentals de "Paradisus-Paradoxum" i "theater D".

### Videojocs
L'agost de 2016, els desenvolupadors de jocs 5pb van anunciar que estaven desenvolupant una novel·la visual basada en la sèrie, titulada Re:Zero -Començant la Vida en un Altre Món- Death or Kiss (Re:ゼロから始める異世界生活 -DEATH OR KISS-, Re:Zero kara Hajimeru Isekai Seikatsu -Death or Kiss-). El joc segueix una història original diferent de la novel·la lleugera i l'anime, i permet al jugador triar entre les rutes amb Emilia, Rem, Ram, Felt, Beatrice, Crusch, Priscilla o Anastasia. Un DLC permetrà als jugadors que preordenen el joc reemplaçar les disfresses del personatge amb vestits de bany. El tema de l'obertura: "yell! magic starts with a kiss" (yell！～くちびるからはじまる魔法～, Yell!~ Kuchibiru kara Hajimaru Mahō ~), va ser interpretat per Suzuki, que va cantar el primer tema d'obertura de l'anime, mentre que el tema final, "Dai Dai Daisuki" (ダイ・ダイ・ダイスキ), va ser interpretat per Minase i Murakawa.
Al Japó, el joc va ser originalment programat per ser llançat per PlayStation 4 i PlayStation Vita el 23 de març de 2017, però es va retardar fins al 30 de març de 2017, a causa de certes circumstàncies. L'edició limitada del joc va venir amb un CD de banda sonora i una figura de Ram (per a la versió PS4) o una de Rem (per a la versió PSVita).
Una aplicació de realitat virtual que permet a l'usuari interactuar amb el personatge Rem va ser llançada per iOS i Android el 26 de maig de 2017. Una versió amb el personatge Emilia va ser llançada el 6 de juny de 2017. El joc va ser posteriorment portat tant a PC com a PlayStation VR.

## Recepció
Segons el lloc web de notícies japoneses LN News, la sèrie tenia 1 milió de còpies en versió impresa a partir de juny de 2016, més de 2 milions a partir de setembre de 2016 i més de 3.1 milions a partir de maig de 2017. La sèrie de novel·les lleugeres va ser la desena sèrie de novel·les lleugeres més venuda al Japó entre novembre de 2015 i maig de 2016, venent 263.357 còpies. Durant aquest període, el primer i el segon volums van ser els 35è i 48è de novel·les lleugeres més venudes, que van vendre 49.194 i 41.617 exemplars, respectivament. La sèrie va ser la quarta més venuda el 2016, amb 1.007.381 còpies venudes entre novembre de 2015 i novembre de 2016. Els seus primers tres volums van ser els 14ens, 21ens i 30ens dels títols més venuts de l'any, que van vendre 155.363, 127.970 i 110.574 exemplars, respectivament. El 2017, la sèrie va ser la tercera més venuda, amb 925.671 còpies venudes. Els seus volums 1r, 10è, 11è i 12è, respectivament, es classifiquen en la posició 19 (60.135 exemplars), 25 (56.001 exemplars), 7 (101.480 exemplars) i 12 (79.431 còpies) en el període comprès entre novembre de 2016 i maig de 2017.
La sèrie va ser la 21a sèrie més venuda de l'anime en vídeo durant el 2016, venent aproximadament 68.791 discos Blu-ray i DVD.
Theron Martin de la Anime News Network va fer una crítica del primer llibre, elogiant-lo per la seva manera d'abordar el concepte de "ser transportat a un altre món", però va criticar-ne el diàleg incòmode i una tendència a la redundància.
La sèrie es va classificar número u en una enquesta de 820 persones dirigida per la web japonesa Anime! Anime! per determinar el millor espectacle de la primavera de 2016. Andy Hanley del Regne Unit Anime Network va considerar l'adaptació de l'anime com una de les millors sèries de 2016.
L'editor gerent d'Anime Now!, Richard Eisenbeis descriu l'anime com un dels millors del 2016 pel seu món i els personatges "culturalment complexos" que tenen "els seus propis plans, falles i motivacions". Va elogiar a Subaru com el "personatge més complex de l'any" a causa de poder provocar l'audiència per "animar-lo i menysprear-lo" en un món que el representa com la "persona menys especial".
La sèrie va guanyar el segon lloc en els Premis Anime Newtype 2015-2016. A més, el director Masaharu Watanabe va aconseguir el primer lloc, igual que Subaru, Rem i Puck (en les millors categories de personatges masculins, femenins i de mascotes, respectivament). El guió de Masahiro Yokotani va ocupar el segon lloc, mentre que el dissenys del personatge de la sèrie (de Shinichirou Otsuka i Kyuta Sakai) van ser tercers. La banda sonora i el segon tema d'obertura de la sèrie van obtenir el quart lloc en les seves categories. Les novel·les lleugeres i l'anime van obtenir el primer lloc en les seves respectives categories en els Premis Japan Sugoi 2017.